# 迈泽
迈泽（法語：Maizet，法語發音：[mɛzɛ] ⓘ）是法国卡尔瓦多斯省的一个市镇，属于卡昂区。

## 地理
迈泽（49°4'45"N, 0°28'21"W）面积5.72 平方千米，位于法国诺曼底大区卡爾瓦多斯省，该省份为法国西北部沿海省份，北濒大西洋英吉利海峡，东北与滨海塞纳省以海上边界相接，东临厄尔省，南至奧恩省，西与芒什省接壤。
与迈泽接壤的市镇（或旧市镇、城区）包括：奥恩河畔阿马耶、阿沃奈、埃夫勒西、格兰博、米特雷西、圣奥诺里讷迪费。

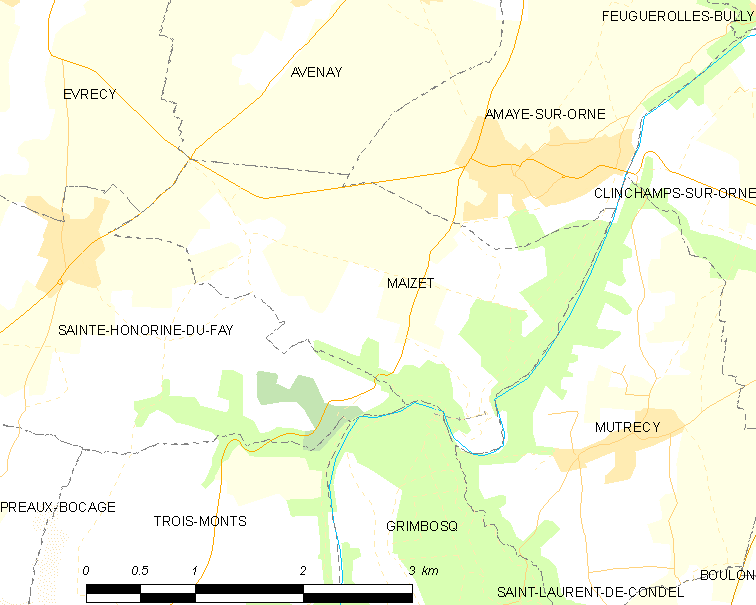
迈泽的OSM定位图

迈泽的时区为UTC+01:00、UTC+02:00（夏令时）。

## 行政
迈泽的邮政编码为14210，INSEE市镇编码为14393。

## 政治
迈泽所属的省级选区为埃夫勒西县。

## 人口

1962-2008年间迈泽人口变化图示

迈泽于2022年1月1日时的人口数量为364人。